# 偷殺
在多人電子遊戲中，偷殺（英文：Kill stealing）或稱偷怪、撿尾刀、搶人頭是在另一名玩家將敵人攻擊至殘血時，擊殺該名敵人以賺取獎勵或經驗值的方法。這種方式尤其在多人在线战斗竞技场游戏（MOBA）、第一人稱射擊、大型多人在线角色扮演游戏（MMORPG）、MUD較為常見。這種方法也常在只有紀錄擊殺，而沒有紀錄造成傷害的遊戲中出現。如果一名玩家偷走另一名玩家的擊殺數，則該玩家很有可能偷走該敵人所有可產生的戰利品、裝備及經驗值。在普通的情況下，偷殺這個行為被部分玩家認為是不正確的行動。

## 概要
造成偷殺發生的原因通常被歸為刻意與非刻意，而刻意下的原因可再細分於渴望掉落獎勵或者刻意破壞他人遊戲體驗。主要的情況下以渴望掉落獎勵而造成偷殺發生的場合居多。 在非刻意的情形下，偷殺可能是在情勢緊張時（比如戰事途中協助隊友擊殺）發生。
偷殺的嚴重程度在不同種類的遊戲中有不一樣的區別。在射擊遊戲中，由於玩家在多數情況下會與隊友共享獎勵或經驗，加上射擊遊戲比其他遊戲類型來說，分數流動的更快，因此偷殺這種情形在射擊遊戲中多半被忽略不理（多半是非刻意造成）。
但在多數的MMORPG中，由於該遊戲類型多數強調獨立性，每個玩家的獎勵池會根據自身的貢獻有所變化，就可能凸顯出擊殺數的重要性，如《魔獸世界》中，玩家多少會對於偷殺這種行為有些許反感。
在團隊合作模式下，也常另有玩家忽略了合作模式的目標而去賺取獨立擊殺數。

## 預防方法
由於偷殺行為在MMORPG較為普遍，新出品的MMORPG通常會計算貢獻度而非擊殺。造成較多傷害的玩家在這個機制下，較能拿到相對好的獎勵。遊戲遊戲比起以傷害量計算有更精密的計算方式，以方便一些不是以造成傷害為主要目標的職業（如補師）取得更為公平的獎勵。然而，在以課金為主打的MMORPG中，這個方式只會讓課金玩家獲得更好的獎勵，而對非課金玩家較不公平，因此一些課金MMORPG也會以隨機的方式從獎勵池抽出獎品給予那些有貢獻的玩家。
此外在《戰地風雲4》、《戰地風雲1》等較新的遊戲中，被偷殺的玩家若對敵人造成了足夠多的傷害，則他們可以獲得助攻數，可以與擊殺相同獲得相對一樣多的分數。